# Marcala (kommun)
Marcala är en kommun i Honduras.   Den ligger i departementet Departamento de La Paz, i den sydvästra delen av landet, 90 km väster om huvudstaden Tegucigalpa. Antalet invånare är 20 434. Arean är 225 kvadratkilometer.
Terrängen i Marcala är huvudsakligen kuperad.